# Pep Cortés
|  | No s'ha de confondre amb Pepe Cortés León. |

Pep Cortés   (Alcoi, 5 de maig de 1945 - Barcelona, 9 de desembre de 2019) va ser un actor i director teatral valencià.
Va treballar en desenes de pel·lícules i sèries de televisió així com en diverses obres de teatre. Va debutar als grups teatrals La Cassola i La Dependent, on va interpretar papers com Estimat mentider, amb el que va guanyar el premi a millor actor de la Generalitat Valenciana en 1992, Senyor Retor, a Canal 9, o la pel·lícula Tots a la presó, dirigida per Luis García Berlanga.
També va treballar amb Els Joglars, amb Carles Santos i amb tants altres referents de l'escena del país. També va acompanyar Vicent Andrés Estellés per Barcelona per preparar el seu recital poètic i va treballar en diverses sèries de TV3. Va treballar amb directors com Ken Loach, Mariano Barroso, Fernando Trueba, Ventura Pons o Bigas Luna.
Com a director destacà per la professionalització de la Companyia de Teatre Estable La Cassola d'Alcoi -que va refundar el 1987 com La Cassola- i que va recuperar amb la direcció de l'obra de Dario Fo, 'Ací no paga ni Déu'. De la seva implicació sorgiria una pedrera d'actors amb la qual sempre va mantenir el contacte, col·laborant en moltes ocasions amb la companyia La Dependent.
A més de l'àmbit cultural, Pep Cortès també es va implicar en l'àmbit polític i va arribar a encapçalar llistes de la Unitat del Poble Valencià, precedent del Bloc Nacionalista Valencià.